# Dansk Feltartilleri - et Elitekorps
Dansk Feltartilleri - et Elitekorps er en dansk dokumentarfilm fra 1917 med ukendt instruktør.

## Handling
Diverse optagelser af Dansk Feltartilleris aktiviteter fra ca. 1917-1919. Filmen består af tre dele:
Del 1) Øvelse på kaserne og det omkringliggende område. Sandsynligvis Amager Fælled. Generalmarchen lyder i hornet. Soldaterne møder på alarmpladsen i fuld udrustning og til hest. De rider i galop over en mark, hvor en vold passeres med lethed. Kanoner affyres og lades. Efter en hård øvelse er det tid til at svale af. Det klares med nøgenbadning i havet. Dernæst optagelser fra en anden kaserne, hvor der er fægte- og gymnastikopvisning. På øvelsesterrænet er soldaterne til hest. Artilleri affyres. Afslutningsvis parade gennem byens gader. 
Del 2) Feltartilleriets fest d. 1. juli 1917. Kong Christian 10. og Dronning Alexandrine deltager i begivenheden. I dagens anledning er der parade gennem byen, ridebanespringning og militær opvisning. På Østerbro Stadion bliver kongeparret budt velkommen. Deltagerne i paraden hilser på kongen og dronningen. 
Del 3) Feltartilleriforeningens jubilæumsfest d. 10. maj 1919. Ridebanespringning og militær opvisning til ære for det fremmødte publikum.